# Дреков, Владимир Михайлович
Владимир Михайлович Дреков (Дреко) (1897, мест. Лунинец Минской губернии— 27 февраля 1940, Москва) — офицер пограничной службы ОГПУ-НКВД СССР, комбриг (23.12.1935). Начальник УНКВД Сахалинской области. Расстрелян в 1940 году как участник террористической вредительской организации в НКВД СССР. Признан не подлежащим реабилитации.

## Биография
Родился в 1897 году в местечке Лунинец Пинского уезда Минской губернии, в белорусской семье рабочего Полесской железной дороги М. Дреко. Учился в 2-классном железнодорожном училище, которое окончил в 1911 году. Работал рабочим службы пути на Полесской железной дороге.
В 1915 году был призван в действующую армию. Рядовой в 29-м инженерном полку. С 1916 по 1917 год учился в подрывном классе, затем в ротной фельдшерской школе. В качестве фельдшера направлен обратно в 29-й инженерный полк. Состоял в РСДРП(б) с июля 1917 года.
В Красной Армии с марта 1918 г. Служил фельдшером в 1-м Брянском советском полку. С мая по сентябрь 1919 года — фельдшер гаубичного артиллерийского дивизиона. В ноябре того же года назначен политруком 216-го военного госпиталя. В 1920 г. — фельдшер санитарного поезда № 176, затем с февраля 1920 года — военком трудового батальона 40-й Богучарской стрелковой дивизии. С июня 1921 года по январь 1922 года — помощник военкома 118-й стрелковой бригады.
С января 1922 года — помощник начальника политического секретариата 19-го батальона ДТЧК. С сентября 1922 года по сентябрь 1924 года — военком 7-го кавалерийского дивизиона ОГПУ. В 1925—1927 годах — помощник начальника 53-го Даурского пограничного отряда ОГПУ по политической части. С 1 апреля по 28 августа 1927 года занимал должность помощника начальника 57-го Хабаровского пограничного отряда по политической части, а в августе 1927 года назначен на должность помощника начальника секретно-политической части того же отряда.
С сентября 1929 года по май 1930 года — начальник 54-го Нерчинского пограничного отряда ОГПУ. В мае 1930 года назначен на должность начальника 53-го Даурского пограничного отряда. С 17 мая 1931 года по момент ареста начальник 52-го Сахалинского погранотряда ОГПУ—НКВД, одновременно с 17 мая 1931 г. — начальник Сахалинского окружного (с декабря 1932 года областного) отдела ГПУ. 15 июня 1934 года назначен на должность начальника УНКВД Сахалинской области. В этом качестве в 1937—1938 годах развернул широкомасштабный террор на острове. Считался выдвиженцем М. П. Фриновского, который всячески покрывал Дрекова.
Арестован 26 сентября 1938 года и этапирован в Москву. Внесен в список Л.Берии от 16 января 1940 года по 1-й категории. 26 февраля 1940 года Военной коллегией Верховного суда СССР приговорен к расстрелу по ст. ст 58/1 п. «б» («измена Родине, совершенная военнослужащим»); ст. 58/8 («террор»); ст. 58/7 («вредительство»); ст. 58/11 («участие в антисоветской заговорщической организации в органах НКВД»). Приговор приведен в исполнение в ночь на 27 февраля 1940 года (вместе с Дрековым был расстрелян бывш. нарком НКВД Республики Немцев Поволжья И. З. Рессин и бывш. начальник секретно-политического отдела УНКВД Харьковской обл. А. М. Симхович). Место захоронения — «могила невостребованных прахов» № 1 крематория Донского кладбища. 
2 февраля 2016 года Cудебной коллегией по делам военнослужащих Верховного суда РФ признан не подлежащим реабилитации.

## Звания
Комбриг (23. 12. 1935).

## Награды
- Орден Красной Звезды от 16 мая 1935 (лишен посмертно указом Президиума Верховного совета СССР от 31.12.1942 г.[4])
- медаль «XX лет РККА» от 22 февраля 1938;
- Знак «Почётный работник ВЧК—ГПУ (XV)» № 671; знак «Почетный работник ВЧК—ГПУ (XV)».

## Семья
Брат Дреко Александр Михайлович (1899—1938), уроженец мест. Лунинец Полесской ж.д. Царства Польского, белорус, член ВКП(б), образование низшее. На момент ареста электромеханик Козельского участка связи строительства Тула — Сухиничи ж.д. им. Ф.Дзержинского. Проживал : Тульская обл., пос. Дубна, ул. Почтовая, д.19. Арестован 12 ноября 1937 г. Приговорен к ВМН Комиссией наркома НКВД и Прокурора СССР 23 декабря 1937 года по обвинению в «шпионаже и непринятии мер к ликвидации производственной неисправности». Расстрелян 4 января 1938 года в г. Москва. Место захоронения — спецобъект НКВД «Коммунарка». Реабилитирован посмертно 13 августа 1960 года определением Судебной коллегии по уголовным делам Верховного Суда РСФСР.